# Cămărzana
Cămărzana là một xã thuộc hạt Satu Mare, România. Dân số thời điểm năm 2002 là 2655 người.